# Cyclorhiza megalova
Cyclorhiza megalova is een eenoogkreeftjessoort uit de familie van de Phyllodicolidae. De wetenschappelijke naam van de soort is voor het eerst geldig gepubliceerd in 1988 door Gotto & Leahy.